# Мамедов, Ягуб Джавад оглы
Ягуб или Якуб Джавад оглы Мамедов (азерб. Yaqub Cavad oğlu Məmmədov; род. 3 марта 1941, село Али-Исмаиллы, Азербайджанская ССР) — азербайджанский учёный и политический деятель, исполнявший обязанности президента Азербайджана в 1992 году, ныне в оппозиции. Член-корреспондент Национальной академии наук Азербайджана.

## Научная карьера
Ягуб Мамедов окончил факультет педиатрии Азербайджанского государственного медицинского института (АМИ) с 1966 года и преподавал патофизиологию в этом же институте. За это время он опубликовал 370 научных работ, посвящённых в основном проблемам лимфологии. Член-корреспондент Национальной академии наук Азербайджана (1989).

## Политическая карьера
В разгар политического хаоса в Азербайджане после восстановления республикой независимости, осложнённого военными действиями в зоне армяно-азербайджанского Карабахского конфликта Ягуб Мамедов, занимавший на тот момент должность ректора Азербайджанского медицинского университета, был избран спикером Национального собрания Азербайджана 5 марта 1992 года по итогам голосования на внеочередной сессии парламента вместо подавшей в отставку Эльмиры Кафаровой. На следующий день президент Аяз Муталибов был вынужден покинуть свой пост. Согласно Конституции, исполняющим обязанности президента до следующих президентских выборов стал спикер Ягуб Мамедов. Находясь на этой должности, Мамедов 7 мая встретился в Тегеране с президентом Армении Левоном Тер-Петросяном для подписания соглашения о прекращении огня и начале переговоров при посредничестве Ирана. Однако соглашение было нарушено на следующий же день, когда армянские силы захватили Шушу. В своих интервью, Мамедов всегда отказывался брать на себя ответственность за потерю Шуши.
14 мая 1992 года бывший президент Аяз Муталибов вернулся к власти после того, как парламент снял с него ответственность за политическую недальновидность, повлёкшую за собой резню в Ходжалы. Однако на следующий же день он был свергнут в результате поднятого Народным фронтом Азербайджана мятежа. 18 мая Муталибов во второй раз подал в отставку, а Ягуб Мамедов уступил пост спикера избранному на его место Исе Гамбару. Мамедов выдвинул свою кандидатуру на президентских выборах 1992 года, но не смог набрать более 5 % голосов.